# Operazione Kutschera

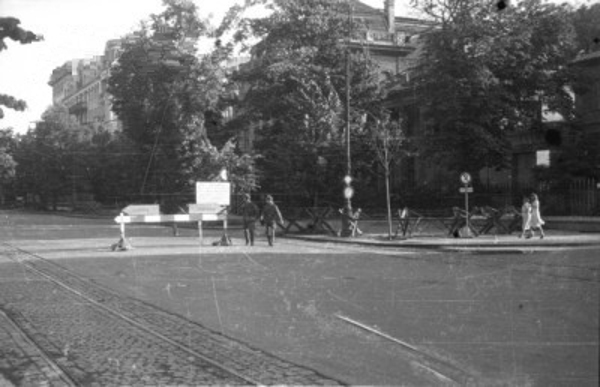
Il luogo dell'assassinio

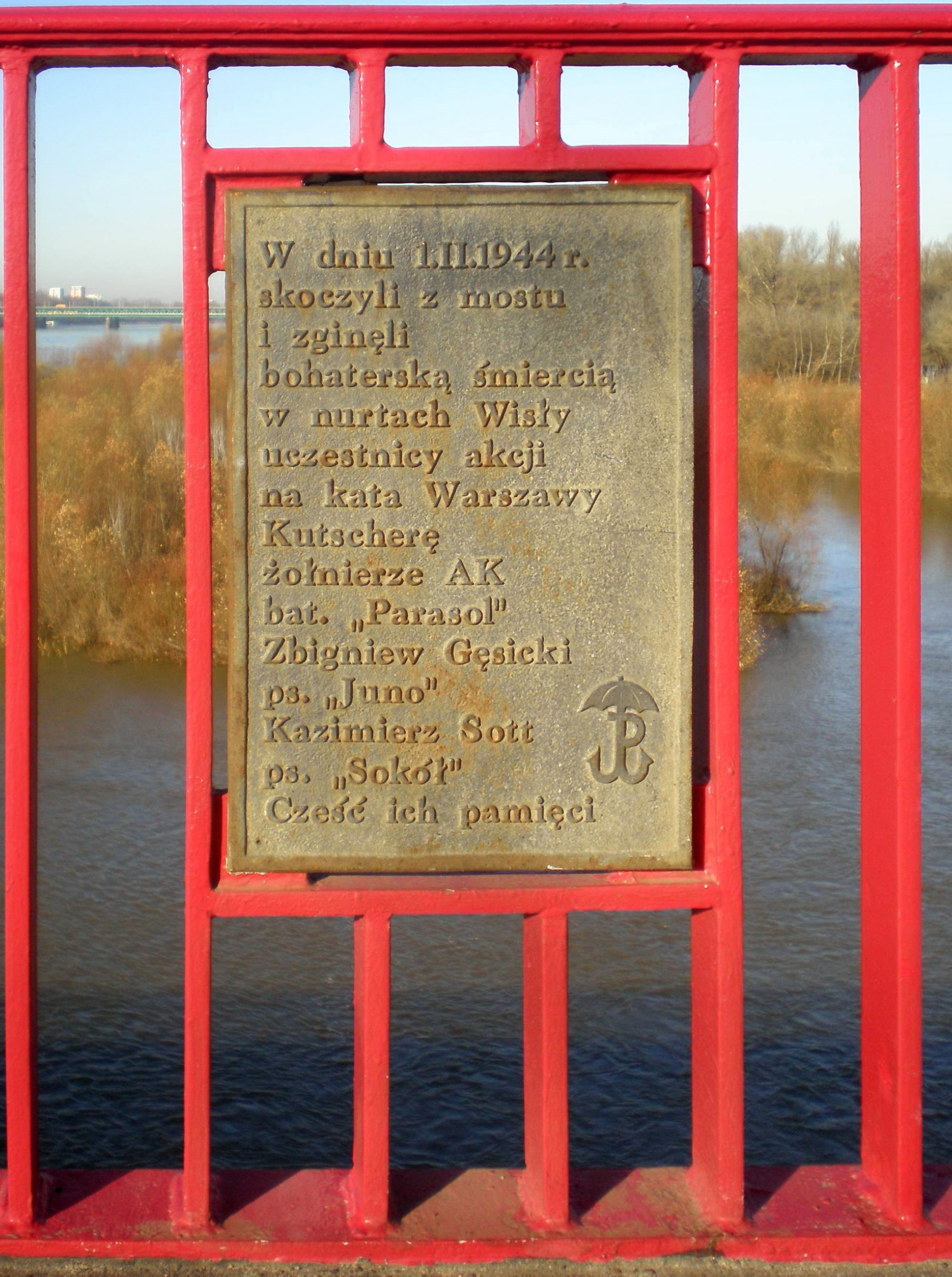
Memoriale ai due combattenti della resistenza polacca "Juno" e "Sokół" uccisi in azione durante l'operazione Kutschera.

L'Operazione Kutschera fu il nome in codice per l'esecuzione di Franz Kutschera, SS- und Polizeiführer nella Varsavia occupata dai tedeschi, che fu ucciso il 1º febbraio 1944 dall'unità di sabotaggio del Kedyw dell'Armia Krajowa (predecessore del battaglione Parasol) composto principalmente dai membri delle Schiere grigie. Questa azione speciale faceva parte della più ampia Operazione Główki, nome in codice di una serie di esecuzioni di funzionari nazisti da parte della Resistenza polacca.

## Contesto storico
Franz Kutschera, SS-Brigadeführer e Generalmajor der Polizei, divenne SS- und Polizeiführer del distretto di Varsavia il 25 settembre 1943. Durante il suo precedente incarico nel distretto di Mahilëŭ in Unione Sovietica, si dimostrò un ufficiale spietato, incline a usare metodi brutali senza scrupoli.
Subito dopo il suo arrivo a Varsavia intensificò le misure terroristiche dirette contro la popolazione civile. Il numero delle esecuzioni pubbliche e dei rastrellamenti aumentò, furono pubblicati quotidianamente gli elenchi di ostaggi da fucilare per rappresaglia, per disobbedienza civile o per qualsiasi altro attacco a un soldato tedesco. Queste azioni, basate su un decreto di Hans Frank, avevano lo scopo di schiacciare la resistenza della popolazione polacca. Per questo motivo la leadership clandestina polacca incluse Kutschera nella sua lista dei "capi operativi".
L'ubicazione di Kutschera a Varsavia fu un segreto gelosamente custodito, poi scoperto da Aleksander Kunicki (nome in codice "Rayski"), capo dell'intelligence della compagnia Agat, mentre stava indagando su altri due obiettivi: Ludwig Hahn, capo della Sicherheitspolizei e del Sicherheitsdienst nella Varsavia occupata e l'SS-Sturmbannführer Walter Stamm.
Nel corso della sua sorveglianza dell'area intorno al quartier generale della Gestapo, Rayski un giorno notò una limousine Opel Admiral entrare nel vialetto dell'edificio che allora era il quartier generale delle SS a Varsavia. L'SS che uscì dall'auto aveva i gradi di generale e Rayski cominciò a sorvegliare i suoi arrivi e le sue partenze dall'edificio. L'uomo delle SS fu presto identificato come Kutschera, che in realtà abitava a soli 150 metri di distanza: Rayski scoprì anche che, nonostante la breve distanza da casa sua, Kutschera usava sempre la sua automobile per arrivarci.

## Preparativi
Rayski presentò un rapporto su Kutschera al comandante del Kedyw Emil August Fieldorf (nome in codice "Nil") e diversi giorni dopo Kutschera fu condannato a morte in contumacia da un "Tribunale speciale" dello Stato segreto polacco. Adam Borys (nome in codice "Pług"), comandante del battaglione Parasol dell'Armia Krajowa, scelse il primo plotone di Parasol per eseguire l'esecuzione. Il comandante di plotone Bronisław Pietraszewicz (nome in codice "Lot") fu nominato capo della squadra di assassini e pianificò l'operazione in stretta collaborazione con Pług.
Il primo attentato fu preparato per il 28 gennaio 1944, ma dovette essere interrotto dopo che Kutschera non uscì di casa quel giorno. Dopo che la squadra di esecuzione si sciolse, un membro del plotone, Jan Kordulski (nome in codice "Żbik"), fu ferito da una pattuglia tedesca e fu sostituito da Zbigniew Gęsicki (nome in codice "Juno") e Stanisław Huskowski (nome in codice "Ali").
Il secondo tentativo ebbe luogo la mattina del 1º febbraio 1944. La squadra fu in posizione alle 8:50 e comprese:
1. "Lot" (Bronisław Pietraszewicz) - comandante e 1º carnefice, armato di mitragliatrice MP 40, pistola Vis e bomba a mano Filipinka.
2. "Ali" (Stanisław Huskowski) - secondo in comando e incaricato della sicurezza, armato di granate.
3. "Kruszynka" (Zdzisław Poradzki) - 2º carnefice, armato di mitragliatrice Sten e granate.
4. "Miś" (Michał Issajewicz) - 3º carnefice, alla guida di una Adler Trumpf Junior e armato di pistola Parabellum e granate.
5. "Cichy" (Marian Senger) - copertura, armato di fucile mitragliatore Sten, pistola Parabellum e granate.
6. "Olbrzym" (Henryk Humięcki) - copertura, armato di fucile mitragliatore Sten, pistola Parabellum e granate.
7. "Juno" (Zbigniew Gęsicki) - copertura, armato di fucile mitragliatore Sten, pistola Vis e bombe a mano.
8. "Bruno" ( Bronisław Hellwig ) - alla guida di una Opel Kapitän e armato di 2 Parabellum e granate.
9. "Sokół" (Kazimierz Sott) - alla guida di una Mercedes 170 V e armato di 2 Parabellum e granate.
10. "Kama" (Maria Stypułkowska-Chojecka) – segnalazione.
11. "Dewajtis" (Elżbieta Dziębowska) – segnalazione.
12. "Hanka" (Anna Szarzyńska-Rewska) – segnalazione.

## L'esecuzione

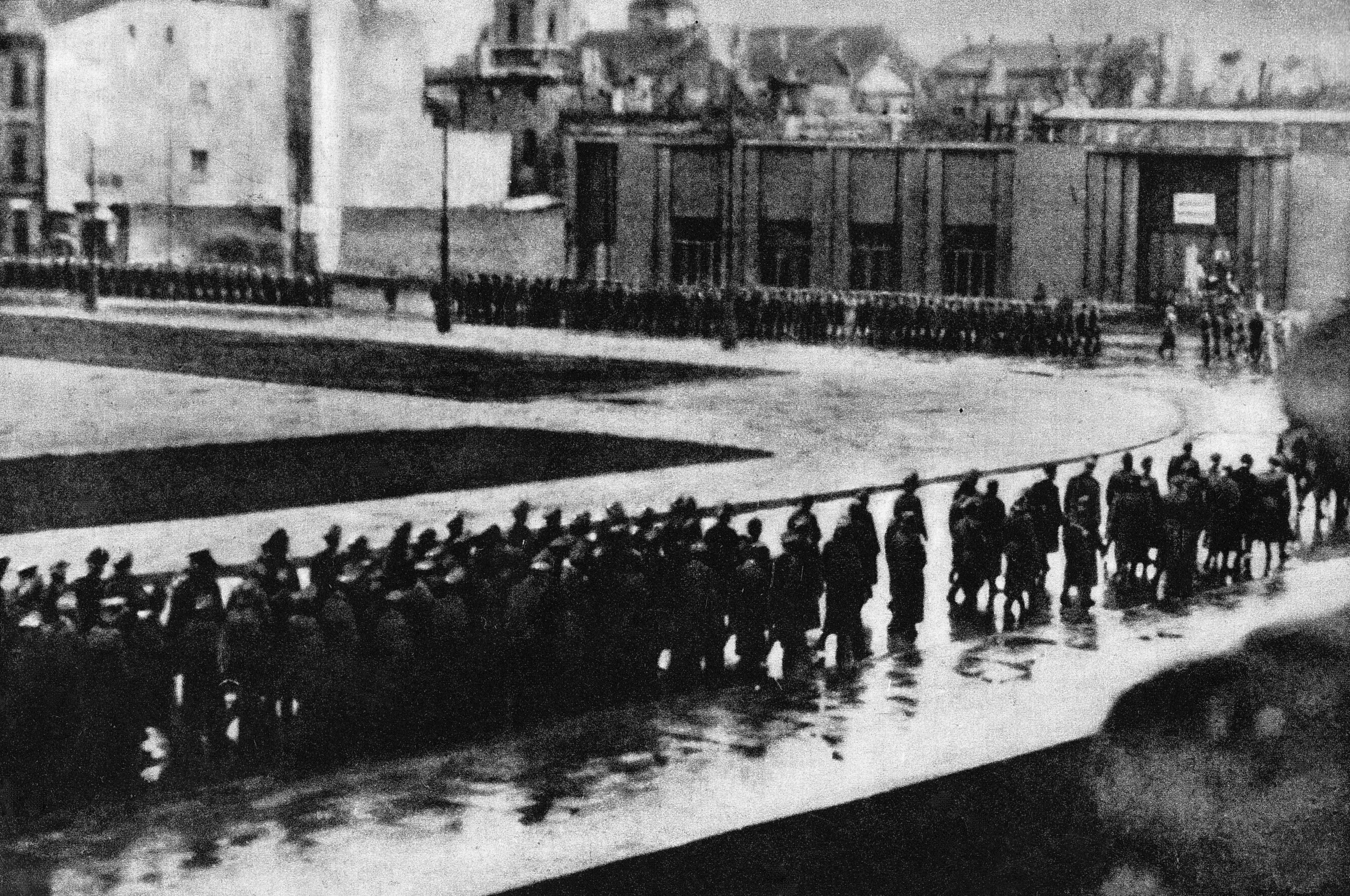
Il corteo funebre di Kutschera in Adolf Hitler Platz a Varsavia

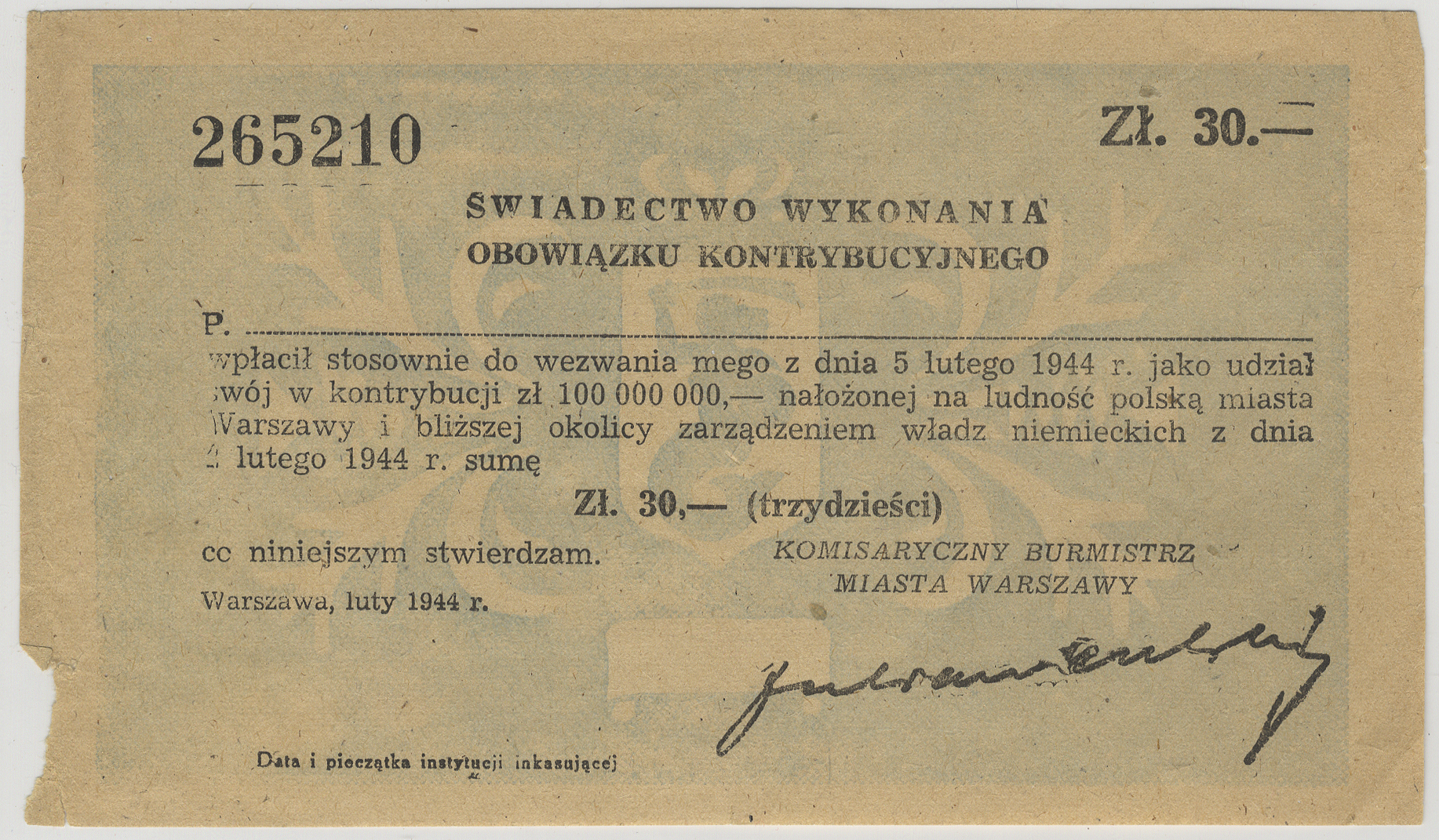
Ricevuta di pagamento di una riparazione/ripercussione di 30 Zloty dovuta da tutti i residenti di Varsavia e delle aree circostanti come punizione per l'operazione Kutschera.

Alle 9:09, Kama (che si trovava vicino all'ingresso del Parco Ujazdowski) segnalò che Kutschera stava uscendo di casa in limousine. Mentre si avvicinava al cancello del quartier generale delle SS, fu bloccato dall'auto guidata da Miś.
Lot e Kruszynka scesero dall'auto, si avvicinarono alla limousine e spararono da distanza ravvicinata, uccidendo l'autista e ferendo gravemente Kutschera. Anche Miś scese dall'auto e finì Kutschera con un colpo di pistola alla testa. Mentre perquisirono il suo corpo alla ricerca di documenti, gli altri due veicoli per la fuga si portarono in posizione e le guardie tedesche di stanza nelle vicinanze spararono contro i carnefici. Scoppiò un'intensa sparatoria tra i tedeschi e la squadra di copertura (Cichy, Olbrzym e Juno) e in quel momento critico, Ali non fu in grado di aprire la sua valigetta, in cui erano nascoste diverse bombe a mano. Cichy, Lot e Olbrzym rimasero feriti nello scontro a fuoco.
A causa del suo infortunio, l'avviso di Lot di ritirarsi non fu abbastanza forte da essere udito e di conseguenza la sparatoria fu prolungata inutilmente, ma alla fine tutti riuscirono a salire sulle automobili per fuggire.
Il programma originale fallì e iniziò una frenetica ricerca di un ospedale disposto ad operare Cichy e Lot gravemente feriti. Ci sono volute diverse ore e cinque tentativi prima che un ospedale finalmente li ammettesse. A causa del ritardo, entrambi gli uomini morirono entro un paio di giorni. Nel frattempo, Sokół e Juno furono intercettati mentre attraversavano il ponte Kierbedź. Dopo un breve scontro a fuoco, saltarono nella Vistola dove furono colpiti. Successivamente, secondo un rapporto, i tedeschi recuperarono i loro corpi. Sokol fu colpito e aveva con sé la sua carta d'identità che in seguito causò la rappresaglia tedesca contro la sua famiglia. Juno annegò e quando il suo corpo fu recuperato non aveva documenti e non poté essere identificato dai tedeschi. Per aiutare a nascondere l'identità di Juno e il suo legame con l'Operazione Kutschera, l'AK in seguito prese il suo cappello da ferroviere e i documenti dalla sua famiglia a Piastow e li consegnò a una stazione di polizia blu filo tedesca nel sobborgo della città di Grojec. Non si sa cosa abbiano fatto i tedeschi con i corpi recuperati.

## Conseguenze
I tedeschi tennero la cerimonia funebre di Kutschera nel palazzo Brühl. Il suo corpo fu poi trasportato a Berlino su un treno speciale. Il giorno successivo, il 2 febbraio 1944, i tedeschi uccisero 300 ostaggi civili in una delle ultime esecuzioni pubbliche in città prima dello scoppio della rivolta di Varsavia. Inoltre, i tedeschi imposero un tributo di 100 milioni di złoty ai residenti polacchi di Varsavia e della contea di Varsavia.

## Nella cultura di massa
L'esecuzione di Kutschera fu il soggetto del film del 1959 Zamach di Jerzy Passendorfer. Ogni anno l'operazione viene commemorata dagli scout polacchi.